# Ilpendam
Ilpendam (westfriesisch Illiperdam) ist ein Ort, ehemals selbstständige Gemeinde, in der Provinz Nordholland sowie ein Teil der vormaligen hogen of vrijen Heerlijkheid Purmerland en Ilpendam. Heutzutage befindet sich Ilpendam in der Gemeinde Waterland.

## Chronik
Ilpendam wurde im 12. Jahrhundert gegründet, als zur Sicherung des Landesinneren entlang des Flusses De Ilp ein Deich errichtet wurde. Der Name der neugegründeten Ortschaft wurde diesem nachträglich entlehnt. Im Jahre 1410 erhob Graf Wilhelm VI. von Holland-Straubing für seinen vertrauten Ratsmann, Statthalter und Finanzier Willem Eggert Purmerland (samt dem ihm zugegliederten Ilpendam) mit Purmerend zur vrijen en hogen heerlijkheid Purmerend en Purmerland.
Im Verlauf des Goldenen Zeitalters entwickelte sich die Landschaft der sogenannten Purmer zu einem Erholungsgebiet der reichen Patrizier und Händler Amsterdams. Viele der heutigen Landstriche wurden im 17. Jahrhundert erst durch Bodenentwässerungen erzielt. Der so geschaffene Boden bietet einer großangelegten Ackerkultur Raum. Heutzutage ist Purmerland hauptsächlich von Städtern aus dem Nahen Amsterdam bewohnt, die ehemaligen kleineren Landhäuser mussten größeren Bauten weichen. Anfang des 18. Jahrhunderts zählte die Ortschaft Ilpendam 380 Einwohner auf 113 Häuser aufgeteilt. Zur Mitte des selbigen Jahrhunderts umfasste die Herrlichkeit Purmerland-Ilpendam 1783 Morgen Land. Im Jahre 1840 zählte der Ort Ilpendam 518 Einwohner, welche auf 97 Häuser verteilt waren; im Jahre 1851 schon 770 Bewohner in 119 Häuser. In neuerer Zeit wurde zwischen den Ilpendam und Landsmeer ein Fährbetrieb eingerichtet.
Ilpendam war bis in das Jahr 1991 eine selbstständige Gemeinde; in diesem Jahr sind Ilpendam und Watergang an die Gemeinde Waterland sowie Purmerland und Den Ilp an die Gemeinde Landsmeer gekommen. Heutzutage hat Ilpendam 2100 Einwohner, die in 750 Häusern leben.

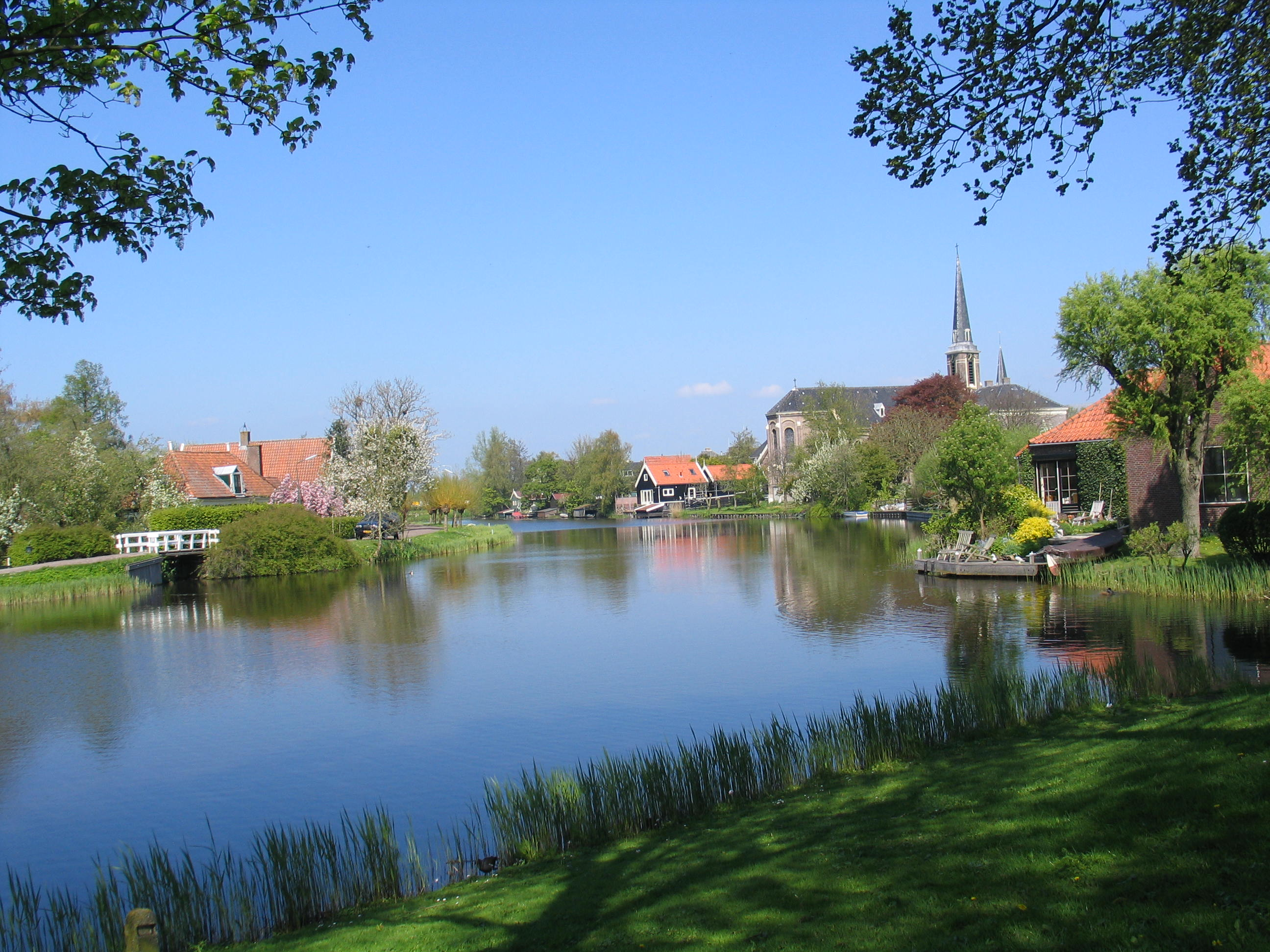
Ansicht von Ilpendam
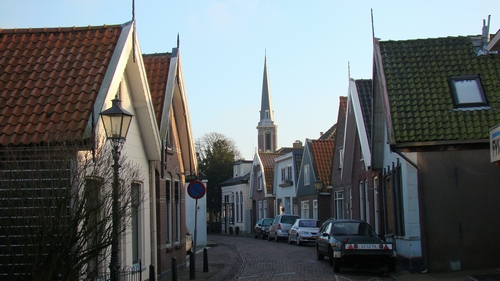
Straßenansicht von Ilpendam
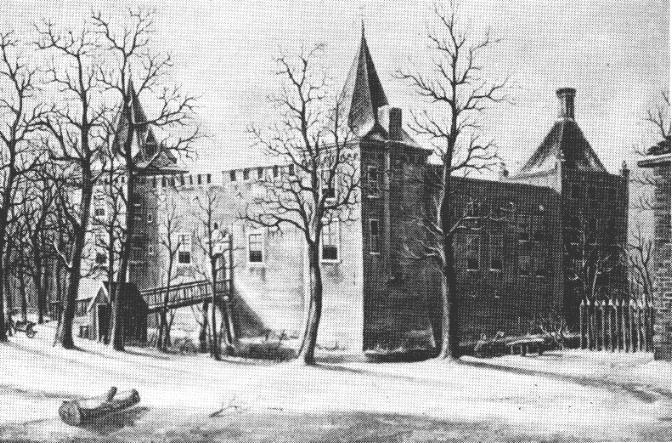
Schloss Ilpenstein

### Reformierte Kirche Ilpendam
Im Jahre 1408 wurde eine Kapelle erwähnt, welche 1446 ausgeweitet wurde. 1544 erhielt Ilpendam eine Parochiekerk, welche im Jahre 1674 teilweise durch die Spanier zerstört wurde. Durch Verbauungen blieb nur ein kleiner gotischer Teil der Kirche erhalten. Die Kirchenorgel wurde im Jahre 1728 gestiftet. 1850 wurde der Umbau der Kirche abgeschlossen und besteht seit daher in heutiger Form. Im vorderen Kirchenschiff befindet sich noch die Herrenbank aus dem 17. Jahrhundert mit dem geschnitzten Wappen der De Graeff und Sautijn. An der Außenmauer der Kirche befinden sich die Grabfelder der vrijheren van Ilpendam. Heutzutage ist die Ilpendamer Kirche das Kirchenzentrum der Reformierten Gemeinde Ilpendam en Watergang. Die Kirche und das Pastorenhaus hielten in die Liste der Rijksmonumenten Einzug.

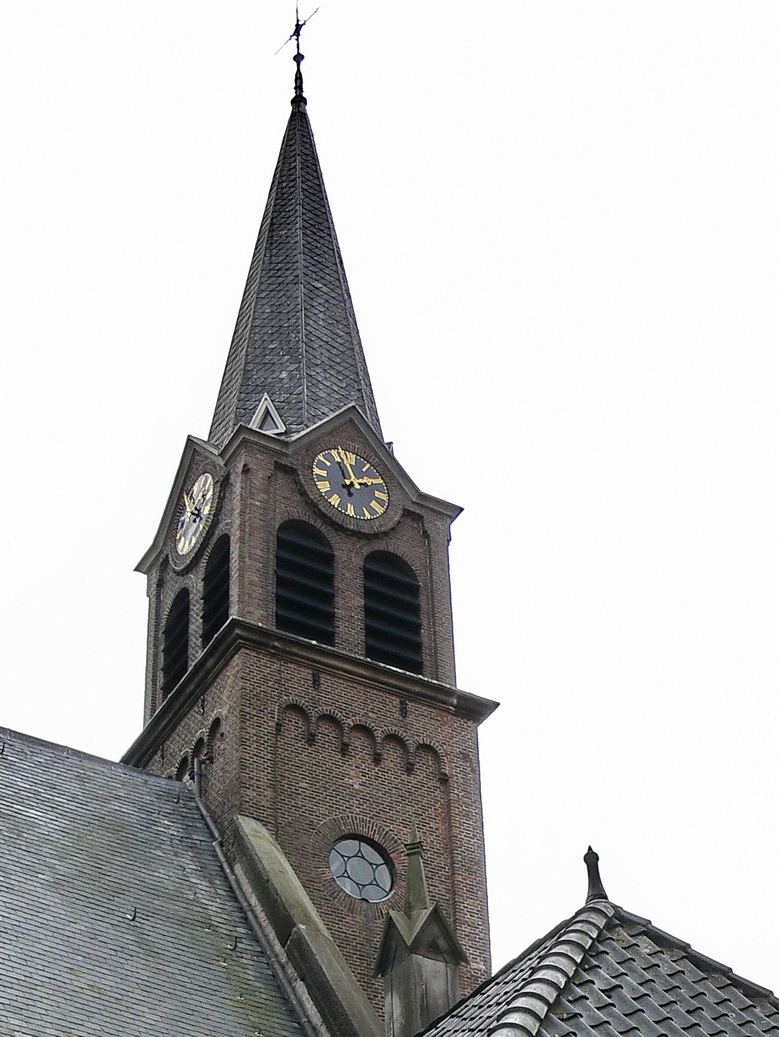
Kirchturm
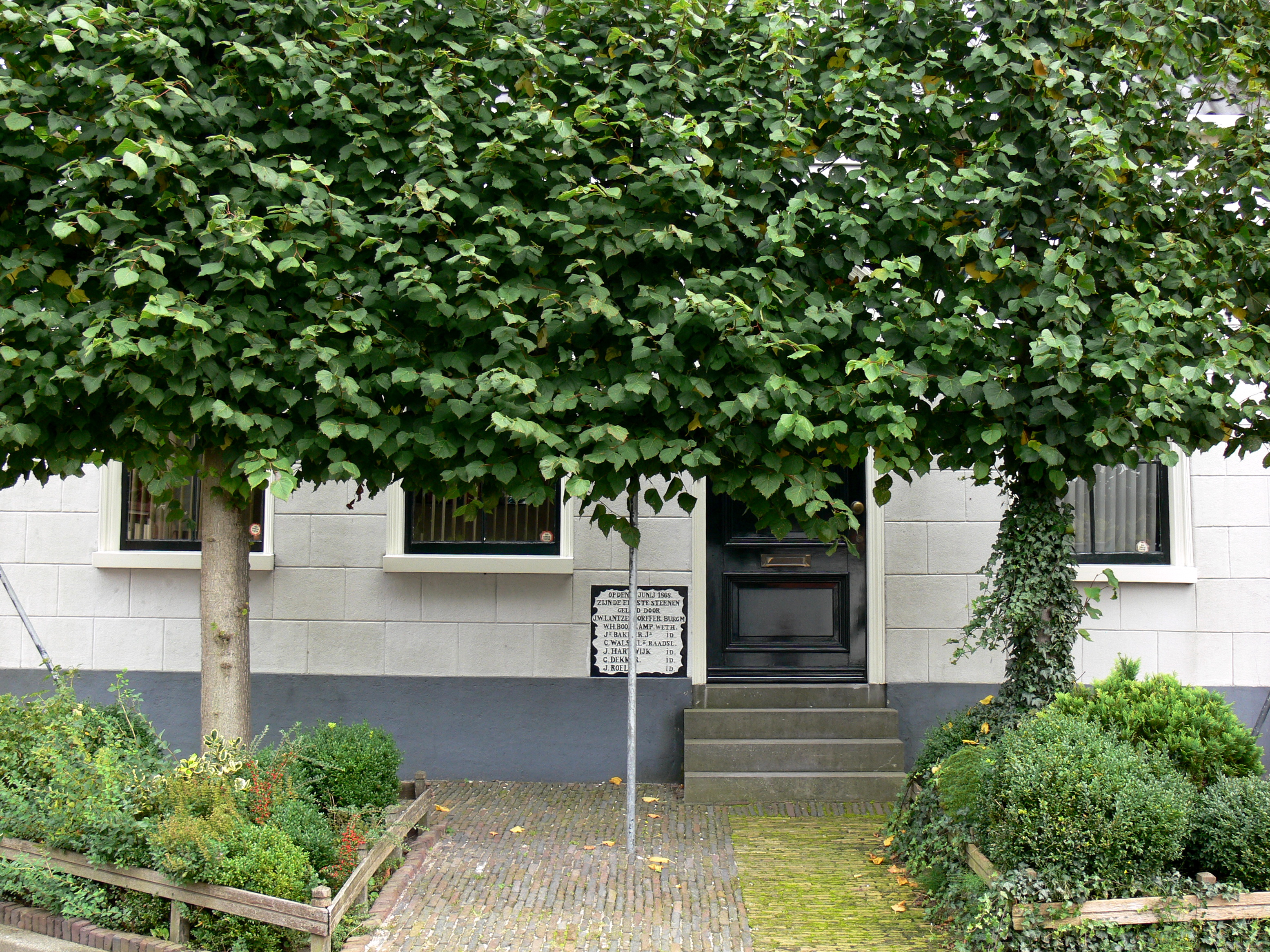
Pastorenhaus
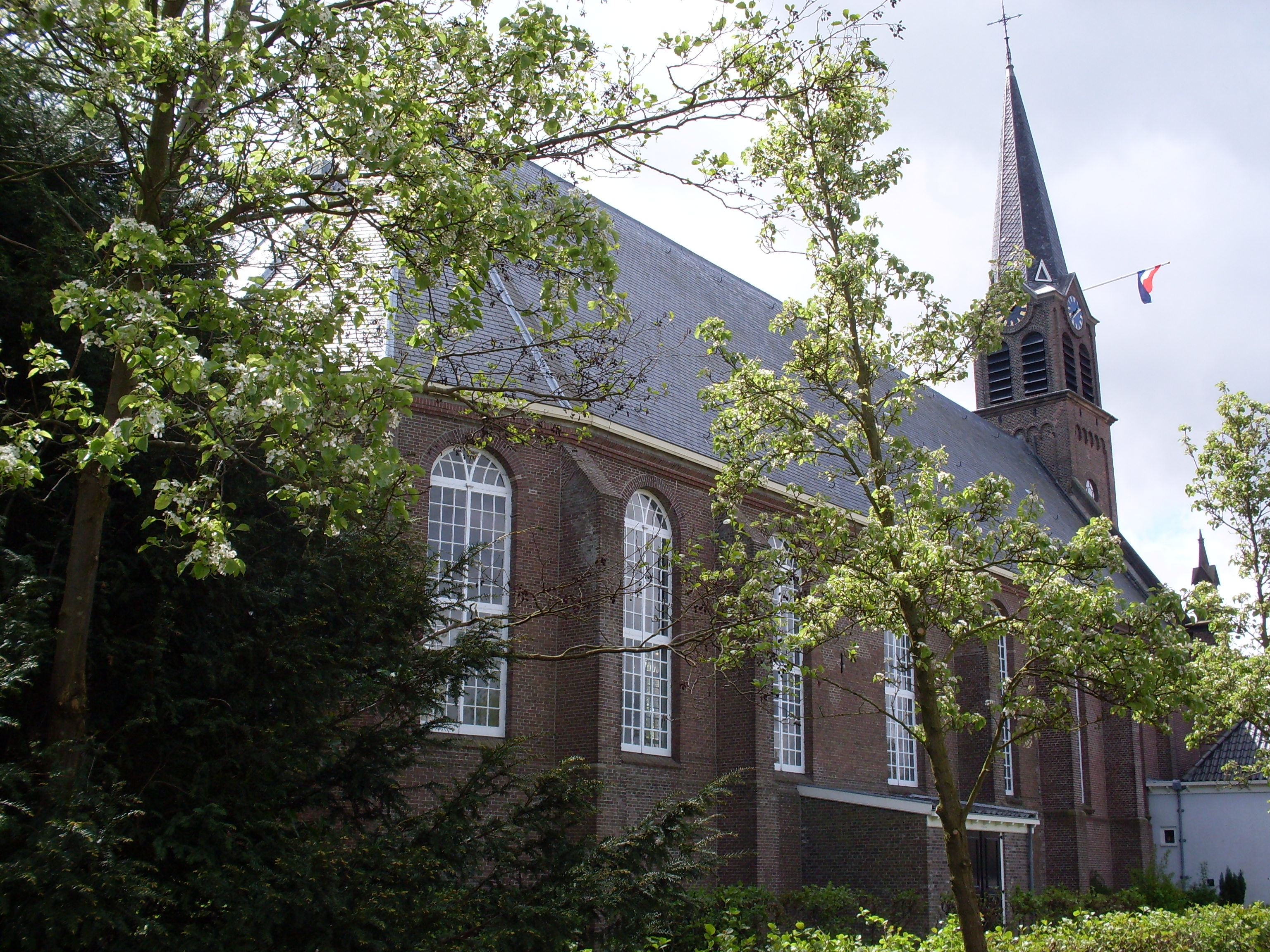
Reformierte Kirche von Ilpendam

## Trivia
- Der wahrscheinlich aus einer unehelichen Verbindung der Grafen von Egmond entstammende Jonkheer Jacob van Ilpendam (Jaecques de IJlpendam) wurde nach der Herrlichkeit die in Besitz der Egmonds war benannt. Jacob van Ilpendam war ein holländischer Ständepolitiker und Geheimschreiber.[8]
- In der Gemeinde befindet sich ein von Gerrit Rietveld entworfenes Wohnhaus aus dem Jahre 1959.

## Persönlichkeiten aus Ilpendam
In Ilpendam geboren wurden
- 1980: Sita, Sängerin
- 1985: Annette Gerritsen, Eisschnellläuferin
- 1922: Henk Lakeman, Radrennfahrer, † 1975 in Amsterdam

In Ilpendam wohnen
- Frans Bromet (* 1944), Filmregisseur und Kameramann
- Meriyem Manders, Schauspielerin
- Remko Vrijdag (* 1972), Schauspieler